# Ephippiochthonius
Genre
Ephippiochthonius est un genre de pseudoscorpions de la famille des Chthoniidae.

## Distribution
Les espèces de ce genre se rencontrent en Europe, en Afrique du Nord et au Moyen-Orient,.
Ephippiochthonius tetrachelatus a été introduite au Canada, aux États-Unis, à Cuba, en Argentine, aux Seychelles, en Australie.

## Liste des espèces
Selon Pseudoscorpions of the World (version 3.0) :
- Ephippiochthonius aguileraorum (Carabajal Márquez, García Carrillo & Rodríguez Fernández, 2000)
- Ephippiochthonius amatei (Carabajal Márquez, García Carrillo & Rodríguez Fernández, 2001)
- Ephippiochthonius anatolicus (Beier, 1969)
- Ephippiochthonius anophthalmus (Ellingsen, 1908)
- Ephippiochthonius apulicus (Beier, 1958)
- Ephippiochthonius atlantis (Mahnert, 1980)
- Ephippiochthonius balearicus (Mahnert, 1977)
- Ephippiochthonius bellesi (Mahnert, 1989)
- Ephippiochthonius bidentatus (Beier, 1938)
- Ephippiochthonius boldorii (Beier, 1934)
- Ephippiochthonius bolivari (Beier, 1930)
- Ephippiochthonius cabreriensis (Mahnert, 1993)
- Ephippiochthonius catalonicus (Beier, 1939)
- Ephippiochthonius chius (Schawaller, 1990)
- Ephippiochthonius cikolae (Ćurčić & Rađa, 2010)
- Ephippiochthonius civitatisveti (Ćurčić & Radja, 2011)
- Ephippiochthonius concii (Beier, 1953)
- Ephippiochthonius corcyraeus (Mahnert, 1976)
- Ephippiochthonius corsicus (Callaini, 1981)
- Ephippiochthonius creticus (Mahnert, 1980)
- Ephippiochthonius daedaleus (Mahnert, 1980)
- Ephippiochthonius distinguendus (Beier, 1930)
- Ephippiochthonius fuscimanus (Simon, 1900)
- Ephippiochthonius gasparoi (Gardini, 1989)
- Ephippiochthonius genuensis (Gardini, 1990)
- Ephippiochthonius gestroi (Simon, 1896)
- Ephippiochthonius gibbus (Beier, 1953)
- Ephippiochthonius girgentiensis (Mahnert, 1982)
- Ephippiochthonius giustii (Callaini, 1981)
- Ephippiochthonius grafittii (Gardini, 1981)
- Ephippiochthonius hiberus (Beier, 1930)
- Ephippiochthonius hispanus (Beier, 1930)
- Ephippiochthonius insularis (Beier, 1938)
- Ephippiochthonius iranicus (Beier, 1971)
- Ephippiochthonius kabylicus (Callaini, 1983)
- Ephippiochthonius kewi (Gabbutt, 1966)
- Ephippiochthonius kupalo (Ćurčić, 1997)
- Ephippiochthonius lagadini (Ćurčić & Rađa, 2011)
- Ephippiochthonius longesetosus (Mahnert, 1976)
- Ephippiochthonius lucanus (Callaini, 1984)
- Ephippiochthonius lychnidis (Ćurčić, 1997)
- Ephippiochthonius mahnerti (Zaragoza, 1984)
- Ephippiochthonius mariolae (Carabajal Márquez, García Carrillo & Rodríguez Fernández, 2001)
- Ephippiochthonius maroccanus (Mahnert, 1980)
- Ephippiochthonius mayorali (Carabajal Márquez, García Carrillo & Rodríguez Fernández, 2001)
- Ephippiochthonius metohicus (Ćurčić, 2011)
- Ephippiochthonius microtuberculatus (Hadži, 1937)
- Ephippiochthonius minous (Mahnert, 1980)
- Ephippiochthonius nanus (Beier, 1953)
- Ephippiochthonius nerjaensis (Carabajal Márquez, García Carrillo & Rodríguez Fernández, 2001)
- Ephippiochthonius nidicola (Mahnert, 1979)
- Ephippiochthonius nudipes (Mahnert, 1982)
- Ephippiochthonius pieltaini (Beier, 1930)
- Ephippiochthonius platakisi (Mahnert, 1980)
- Ephippiochthonius ponsi (Mahnert, 1993)
- Ephippiochthonius poseidonis (Gardini, 1993)
- Ephippiochthonius pyrenaicus (Beier, 1934)
- Ephippiochthonius remyi (Heurtault, 1975)
- Ephippiochthonius rimicola (Mahnert, 1993)
- Ephippiochthonius rogoi (Ćurčić, Rađa & Dimitrijević, 2008)
- Ephippiochthonius sacer (Beier, 1963)
- Ephippiochthonius samius (Mahnert, 1982)
- Ephippiochthonius sardous (Gardini, 2008)
- Ephippiochthonius schmalfussi (Schawaller, 1990)
- Ephippiochthonius scythicus (Georgescu & Cǎpuşe, 1994)
- Ephippiochthonius serbicus( Hadži, 1937)
- Ephippiochthonius siculus (Beier, 1961)
- Ephippiochthonius siscoensis (Heurtault, 1975)
- Ephippiochthonius tetrachelatus (Preyssler, 1790)
- Ephippiochthonius troglophilus (Beier, 1930)
- Ephippiochthonius tuberculatus (Hadži, 1937)
- Ephippiochthonius vachoni (Heurtault-Rossi, 1963)
- Ephippiochthonius vid (Ćurčić, 1997)
- Ephippiochthonius virginicus (Chamberlin, 1929)
- Ephippiochthonius zoiai (Gardini, 1990)

et décrites depuis :
- Ephippiochthonius aeneae (Gardini, 2013)
- Ephippiochthonius aini Zaragoza, 2017
- Ephippiochthonius altamurae (Gardini, 2013)
- Ephippiochthonius andalucia Zaragoza, 2017
- Ephippiochthonius aurouxi Zaragoza, 2017
- Ephippiochthonius benimaquia Zaragoza, 2017
- Ephippiochthonius borissketi (Ćurčić & Sarbu, 2014)
- Ephippiochthonius caceresi Zaragoza, 2017
- Ephippiochthonius castellonensis Zaragoza, 2017
- Ephippiochthonius caucasicus Nassirkhani, Snegovaya & Chumachenko, 2019
- Ephippiochthonius comasi Zaragoza, 2017
- Ephippiochthonius dbari Turbanov & Kolesnikov, 2023
- Ephippiochthonius elymus (Gardini, 2013)
- Ephippiochthonius etruscus (Gardini, 2013)
- Ephippiochthonius fadriquei Zaragoza, 2017
- Ephippiochthonius galcerani Zaragoza, 2017
- Ephippiochthonius gallii (Gardini, 2013)
- Ephippiochthonius gonzalezi Zaragoza, 2017
- Ephippiochthonius henderickxi Zaragoza, 2017
- Ephippiochthonius ibiza Zaragoza, 2017
- Ephippiochthonius intemelius (Gardini, 2013)
- Ephippiochthonius juliae Kolesnikov, Przhiboro & Turbanov, 2023
- Ephippiochthonius kovali Turbanov & Kolesnikov, 2023
- Ephippiochthonius latellai (Gardini, 2013)
- Ephippiochthonius ligur (Gardini, 2013)
- Ephippiochthonius magrinii (Gardini, 2013)
- Ephippiochthonius masoae Zaragoza, 2017
- Ephippiochthonius messapicus (Gardini, 2013)
- Ephippiochthonius monguzzii (Gardini, 2013)
- Ephippiochthonius negarinae (Nassirkhani & Shoushtari, 2015)
- Ephippiochthonius oryzis Kolesnikov, Turbanov & Gongalsky, 2019
- Ephippiochthonius pliginskyi Turbanov & Kolesnikov, 2021
- Ephippiochthonius portugalensis Zaragoza, 2017
- Ephippiochthonius rhizon (Ćurčić, 2013)
- Ephippiochthonius riberai Zaragoza, 2017
- Ephippiochthonius sarmaticus Kolesnikov, Turbanov & Gongalsky, 2019
- Ephippiochthonius serengei Zaragoza, 2017
- Ephippiochthonius sevai Zaragoza, 2017
- Ephippiochthonius sulphureus (Gardini, 2013)
- Ephippiochthonius tarraconensis Zaragoza, 2017
- Ephippiochthonius tauroscythicus Turbanov & Kolesnikov, 2021
- Ephippiochthonius timacensis (Ćurčić & Stojanović, 2012)
- Ephippiochthonius tyrrhenicus (Gardini, 2013)
- Ephippiochthonius vargovitshi Turbanov & Kolesnikov, 2023
- Ephippiochthonius vicenae Zaragoza, 2017
- Ephippiochthonius volkeri Turbanov & Kolesnikov, 2021
- Ephippiochthonius zaballosi Zaragoza, 2017

## Systématique et taxinomie
Ce genre a été décrit en tant que sous-genre de Chthonius. Il a été élevé au rang de genre par Zaragoza en 2017. 
Chthonius aegatensis Callaini, 1989 et Chthonius bauneensis Callaini, 1983 ont été placées en synonymie avec Chthonius berninii Callaini, 1983. Chthonius maltensis Mahnert, 1975 et Chthonius bartolii Gardini, 1976 ont été placées en synonymie avec Chthonius concii Beier, 1953. Chthonius elbanus Beier, 1963 a été placée en synonymie avec Chthonius nanus Beier, 1953. Chthonius cavicola Gardini, 1990 a été placée en synonymie avec Chthonius troglophilus Beier, 1930 par Gardini en 2013.
Chthonius poeninus Mahnert, 1979 a été placée dans le sous-genre Globochthonius par Gardini en 2013.
Chthonius asturiensis Beier, 1955 a été placée dans le genre Cantabrochthonius par Zaragoza en 2017.
Chthonius ambrosiae Carabajal Marquez, Garcia Carrillo & Rodriguez Fernandez, 2012, Chthonius berninii Callaini, 1983, Chthonius bullonorum Carabajal Marquez, Garcia Carrillo & Rodriguez Fernandez, 2012, Chthonius canariensis Beier, 1965, Chthonius cardosoi Zaragoza, 2012, Chthonius cassolai Beier, 1973, Chthonius cazorlensis Carabajal Márquez, García Carrillo & Rodríguez Fernández, 2001, Chthonius dubius Mahnert, 1993, Chthonius espanyoli Zaragoza & Perez, 2013, Chthonius giennensis Zaragoza & Perez, 2013, Chthonius gracilimanus Mahnert, 1997, Chthonius lopezi Mahnert, 2011, Chthonius machadoi Vachon, 1940, Chthonius minutus Vachon, 1940, Chthonius morenoi Carabajal Márquez, García Carrillo & Rodríguez Fernández, 2011, Chthonius parmensis Beier, 1963, Chthonius perezi Carabajal Márquez, García Carrillo & Rodríguez Fernández, 2011, Chthonius pinai Zaragoza, 1985, Chthonius ruizporteroi Carabajal Márquez, García Carrillo & Rodríguez Fernández, 2001, Chthonius sendrai Zaragoza, 1985, Chthonius setosus Mahnert, 1993, Chthonius tamaran Mahnert, 2011, Chthonius tenerifae Mahnert, 2011, Chthonius thaleri Gardini, 2009, Chthonius torremarinae Carabajal Marquez, Garcia Carrillo & Rodriguez Fernandez, 2012, Chthonius ventalloi Beier, 1939, Chthonius verai Zaragoza, 1985 et Chthonius villacarrillo Zaragoza & Perez, 2013 ont été placées dans le genre Occidenchthonius par Zaragoza en 2017.
Ephippiochthonius kemza (Ćurčić, Lee & Makarov, 1993) et Ephippiochthonius romanicus (Beier, 1935) ont été placées dans le genre Occidenchthonius par Turbanov et Kolesnikov, en 2023.

## Publication originale
- Beier, 1930 : « Neue Höhlen-Pseudoscorpione der Gattung Chthonius. » Eos, vol. 6, p. 323-327.